# Every Breath You Take
"Every Breath You Take" é uma canção da banda The Police do álbum Synchronicity de 1983, escrita por Sting e Andy Summers (oficialmente atribuída apenas a Sting).
O single foi um dos maiores hits de 1983, no topo do Billboard Hot 100 durante oito semanas e no UK Singles Chart durante quatro semanas. Também liderou a parada Billboard Top Tracks por nove semanas.
Sting ganhou como a "Canção do Ano" e o The Police ganhou "Melhor Performance Pop por um Duo ou Grupo com Vocal" no Grammy Awards de 1984 para "Every Breath You Take".
A canção foi classificada como a nº 84 na lista da Rolling Stone das 500 melhores canções de todos os tempos e nº 25 na Billboard Hot 100.
Esta canção é considerada uma canção assinatura do The Police, e em 2010 foi estimada por gerar entre um quarto e um terço da publicação de música da renda de Sting.
O sample da canção foi utilizada por Puff Daddy para o single de 1997 hit "I'll Be Missing You", que ficou no topo das paradas da Billboard Hot 100 por onze semanas e venceu o prêmio Grammy de melhor performance de rap por dupla ou grupo; Sting acabou participando de uma apresentação de "I'll Be Missing You" no MTV Video Music Awards de 1997.

## Videoclipe
O videoclipe, filmado em preto e branco, gira em torno do The Police realizando uma apresentação intimista com Sting cantando e tocando o contrabaixo, Andy Summers na guitarra e Stewart Copeland na bateria. O trio é acompanhado por um grupo de cordas de quatro peças e piano de cauda destacando as partes musicais subjacentes da canção.
Foi dirigido por Godley & Crème e baseado em um curta-metragem de Gjon Mili, intitulado Jammin' the Blues, produzido em 1944.
Em outubro de 2022, o videoclipe ultrapassou 1 bilhão de views no YouTube, sendo o sétimo clipe dos anos 1980 e 225º vídeo a atingir esse número na plataforma.

## Brasil
Foi a sétima música mais tocada nas rádios brasileiras em 1983.

## Posição em listas
| Listas (1983)                                 | Máxima posição |
| --------------------------------------------- | -------------- |
| Ö3 Austria Top 40                             | 8              |
| Top 30 Singles Radio 2 de Bélgica             | 8              |
| Canadá RPM Top 50 Singles                     | 1              |
| Dutch Top 40                                  | 3              |
| Media Control Charts                          | 8              |
| Irish Singles Chart                           | 1              |
| Federazione Industria Musicale Italiana       | 3              |
| Recording Industry Association of New Zealand | 6              |
| VG-lista                                      | 2              |
| Springbok Radio Top 20 de África do Sul       | 1              |
| Sverigetopplistan                             | 2              |
| Swiss Music Charts                            | 6              |
| UK Singles Chart                              | 1              |
| US Billboard Hot 100                          | 1              |
| US Billboard Hot Adult Contemporary Tracks    | 5              |
| US Billboard Dance/Disco Top 80               | 26             |
| US Billboard Top Tracks                       | 1              |
| US Cash Box Top 100                           | 1              |

| País           | Ano  | Certificações |
| -------------- | ---- | ------------- |
| Reino Unido    | 1983 | Prata         |
| Estados Unidos | 1983 | Ouro          |